# Vienne (folyó)
A Vienne folyó Franciaország területén, a Loire bal oldali mellékfolyója.

## Földrajzi adatok
A folyó Limousinban, a Francia-középhegységben, a Millevaches-fennsíkon ered 880 méter magasan, és Le Mans várostól 85 km-re délre ömlik be a Loire-ba. A vízgyűjtő terület nagysága 21 161 km², a hossza pedig 363,2 km. Átlagos vízhozama 210 m³ másodpercenként. Limousin legjelentősebb folyója.
Mellékfolyói a Creuse, Thaurion, Briance  és a Clain. Több vízerőmű is üzemel a folyón.
Jelentősebb városok a Vienne mentén Limoges, Chauvigny, Châtellerault,  és Chinon.